# Fox Kids (Australie)
Pour les articles homonymes, voir Fox Kids (homonymie).
Fox Kids est une chaîne de télévision australienne diffusée du 15 octobre 1995 au 31 janvier 2004 sur l'opérateur Foxtel. Au moment de son lancement, il s'agissait d'un bloc de programmations sur Fox8 (en ce temps appelé Fox). En 1998, il devient une chaîne indépendante diffusant entre 6 h du matin au 8 h 30 du soir chaque jour, et dont la chaîne History Channel diffusait la nuit. Elle est ensuite diffusée sur la chaîne 6 (par câble et satellite) en 2000.
Le 1er juin 2002, Fox Kids est relancée avec de nouvelles séries, un nouveau logo et une apparence similaire à celle des autres chaînes Fox Kids dans le monde, et cible désormais une audience préadolescente. Il s'agit d'un nouveau lancement à la suite du rachat de Fox Kids par Disney, également effectué par demande des téléspectateurs en Australie. Le créneau horaire de Fox Kids passe de 6 h du matin à 6 h du soir le 1er février 2003.